# Псково-Рижская железная дорога
Псково-Рижская железная дорога (иногда встречается название Риго-Псковская железная дорога) — казённая железная дорога Российской империи.
В 1893 году объединена с Балтийской железной дорогой. С 1 января 1907 года объединённая Балтийская и Псково-Рижская железная дорога входила в состав казённых Северо-Западных железных дорог (вместе с Петербурго-Варшавской железной дорогой).
В настоящее время участок Псков — Печоры-Псковские относится к Октябрьской железной дороге, Печоры — Валга — к Эстонской железной дороге, Валка — Рига — к Латвийской железной дороге.

## История

Построена за казённый счёт в 1886—1889 годах. Пассажирское и товарное движение открыто в июле 1889 года. Управление дороги находилось в Пскове. Отсчёт километров ведётся от ст. Псков-Пассажирский. Протяжённость дороги Псков — Рига 286 вёрст; ответвления Валк — Дерпт 77,4 вёрст.
В 1893 году учреждено общее управление с выкупленной в казну Балтийской железной дорогой.
С 1 января 1907 года Балтийская и Псково-Рижская железная дорога слита с Петербурго-Варшавской железной дорогой в сеть Северо-Западных железных дорог.

## Станции

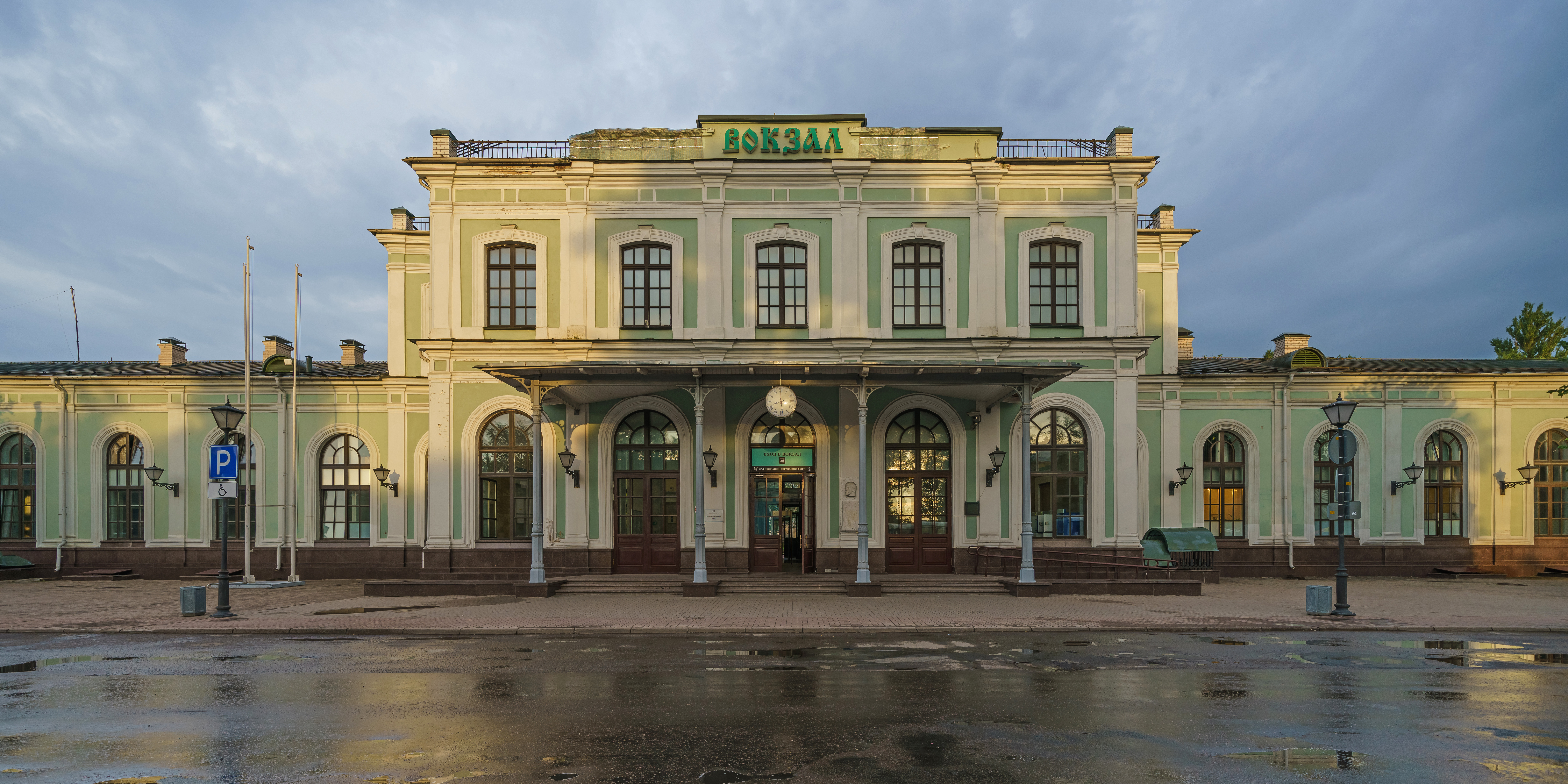
Вокзал ст. Псков. Фото 2018 г.

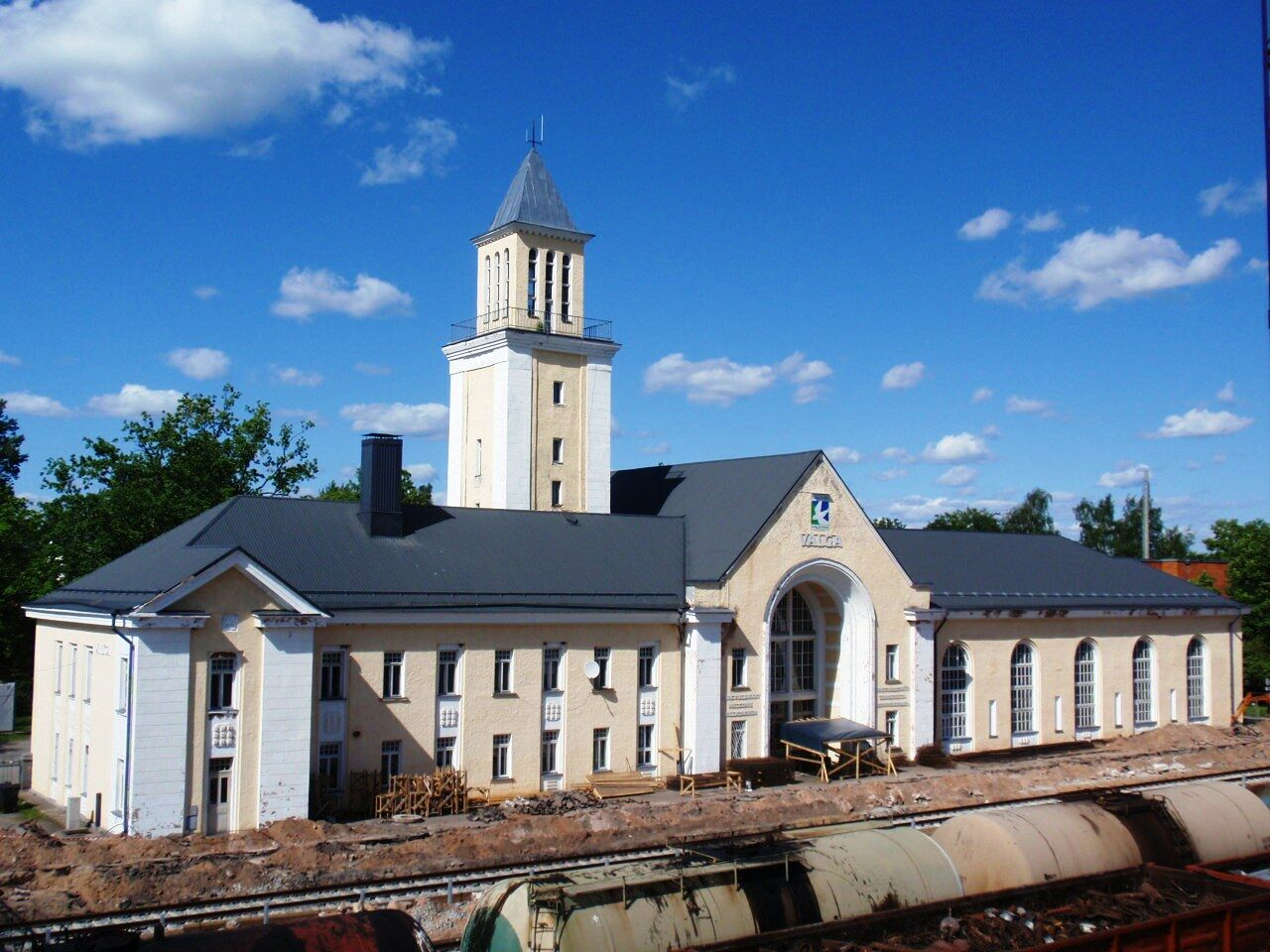
Вокзал ст. Валга. Фото 2010 г.

| раздельная станция     | км   | год ввода | класс   | примечания                                                               |
| ---------------------- | ---- | --------- | ------- | ------------------------------------------------------------------------ |
| Псков I                | 0    |           | II      | ныне Псков-Пассажирский. Узловая с 1889 г.                               |
| Псков II               | 1,4  |           | II      |                                                                          |
| Полковая               | 4,2  |           |         |                                                                          |
| Моглино                | 12,1 |           |         |                                                                          |
| Новоизборск            | 23,9 |           | IV      | ныне Новоизборск                                                         |
| Ливамяэ                | 36,0 |           |         |                                                                          |
| Печоры                 | 46,3 |           | IV      | Печоры-Псковские. Узловая станция: 88 км линия на Юрьев (через Пылву).   |
| Нейгаузен              |      |           | IV      | ныне Вастселийна                                                         |
| Верро                  |      |           | III     | ныне Выру                                                                |
| Зоммерпален            |      |           |         | ныне Сымерпалу                                                           |
| Анцен                  |      |           | IV      | ныне Антсла                                                              |
| Каролен                |      |           | полуст. | ныне Карула                                                              |
| Валк                   |      |           | II      | ныне Валга. Узловая станция: 83 км линия на Юрьев (через Элву).          |
| Лугажи                 |      |           |         |                                                                          |
| Саулек                 |      |           |         | ныне Сауле                                                               |
| Седа                   |      |           |         |                                                                          |
| Стакельн               |      |           | IV      | ныне Стренчи                                                             |
| Ной-Врангельсхоф       |      |           |         | ныне Бренгули                                                            |
| Вольмар                |      |           | IV      | ныне Валмиера                                                            |
| Бале                   |      |           |         |                                                                          |
| Лоде                   |      |           | полуст. |                                                                          |
| Янямуйжа               |      |           |         |                                                                          |
| Венден                 |      |           | III     | ныне Цесис                                                               |
| Арайжи                 |      |           |         | ныне Арайши                                                              |
| Мелтури                |      |           |         |                                                                          |
| Рамоцкая               |      |           | IV      | ныне Иерики                                                              |
| Лигате                 |      |           |         | ныне Лигатне                                                             |
| Зегеволд               |      |           | IV      | ныне Сигулда                                                             |
| Силциемс               |      |           |         |                                                                          |
| Эгльупе                |      |           |         |                                                                          |
| Хинценберг             |      |           | IV      | ныне Инчукалнс                                                           |
| Стоке                  |      |           |         | ныне Вангажи                                                             |
| Криевупе               |      |           |         |                                                                          |
| Роденпойс              |      |           | полуст. | ныне Гаркалне                                                            |
| Вайсензее              |      |           |         | ныне Балтэзерс                                                           |
| Егель                  |      |           |         | ныне Югла                                                                |
| Сортировочная          |      |           | II      | ныне Чиекуркалнс; ранее также Рига-Балтийская, Кайзервальд, Царский лес. |
| Александровские ворота |      |           | V       | ныне Земитаны; ранее также Ошкалны.                                      |
| Рига                   |      |           |         |                                                                          |

## Инженерные сооружения

### Мосты
- Рижский мост через Великую (инж. проф. Кербедз С. В., Журавский Д. И.; первый постоянный мост в Пскове).
- через Гаую взорван в 1944 году, восстановлен в 1959 году, длина 66 метров.
- через Рауну[латыш.] длина 79 метров, высота 24 метра.

## Архивные источники
- РГИА, ф. 361, оп. 1, дд. 1-424. 1886—1916 гг. Управление по сооружению Псково-Рижской железной дороги Временного управления казённых железных дорог МПС.
- РГИА, ф. 265, оп. 2, д. 540—541. «Об устройстве мастерских, паровозных и вагонных сараев Псково-Рижской ж. д.» 1886—1892 гг.
- РГИА, ф. 258, оп. 4/2, д. 3033. «О подходе путей Псково-Рижской ж. д. к путям Варшавской ж. д. на ст. Псков».